# 一级方程式集团
一级方程式集团（英語：Formula One Group）是一组负责推广世界一級方程式錦標賽和行使该项运动商业权利的公司。
该集团之前由德尔塔托普科所有，这是一家总部位于泽西的公司，主要由投资公司CVC资本合伙公司、沃德尔-里德公司和LBI集团拥有，其余所有权分别为伯尼·埃克莱斯顿、其他投资公司和公司董事所有。它后来被自由媒体收购。
严格的说，一级方程式集团指一级方程式控股公司的附属公司：一级方程式管理公司（FOM）、一级方程式管理局（FOA）、一级方程式特许经营有限公司和世界一级方程式锦标赛公司（FOWC）。

## 历史
为了F1参赛车队的利益，一级方程式制造商协会（FOCA）于1974年成立。翌年，伯尼·埃克莱斯顿成为FOCA的总裁并与国际汽车运动联合会（FISA）展开F1商业权益控制权的争夺。随着协和协议授权FOCA可以进行电视转播合同谈判，该纠纷在1981年3月得以解决。然而根据事先约定，电视转播合同并不是很有赚头而且还存在风险。1987年协和协议结束后，伯尼·埃克莱斯顿不再担任车队老板，他创建了一级方程式推广和管理（FOPA）公司为各支车队管理电视转播权，而FOPA后来发展成为FOM。电视转播收入的49%给FOPA，1%给参赛车队，剩下的50%则是国际汽车联合会的。但是，FOPA获得筹办方的所有会费。以此交换，FOPA需给车队支付奖金。
1995年，FIA决定将为期14年的F1商业权利给予一级方程式管理局（由FOM管理）。作为交换，埃克莱斯顿将提供每年款项。由于FOM享有独家代理权，这把许多著名的车队档在外面，如迈凯伦车队、威廉姆斯车队和泰瑞尔车队。1997年上述车队拒绝签署新的协和协议以示抗议。迈凯伦车队、威廉姆斯车队、法拉利车队和雷诺车队组建了GPWC控股公司，并威胁协和协议2007年结束后要在2008年创立新的赛事。

## 集团公司
一级方程式集团由股东通过德尔塔托普科控股公司控制，而德尔塔托普科通过一些注册在英国泽西和卢森堡的控股公司控制着一级方程式集团的即时所有者SLEC控股公司。一级方程式集团包括若干附属公司，他们支配着世界一级方程式锦标赛的各项权利、管理以及许可经营。
一级方程式赛车的商业权利由世界一级方程式锦标赛公司（FOWC）控制。FOWC作为商业权利的持有人，不仅负责大奖赛举办合同和电视转播合同的谈判，也收取一级方程式赛车相关材料的许可费。该公司还在FIA世界汽车运动理事会拥有一席，而该机构负责国际赛车运动的管理。一级方程式特许经营有限公司是一家一级方程式集团在荷兰注册的相关公司，它声称拥有的一级方程式的商标、F1标识、“Formula 1”、“Formula One”、“F1”和大奖赛播出的片头。
FOM是FOWC完全所有的子公司，也是集团的主要运营公司，控制着F1的转播权、组织权和推广权。FOM制作大奖赛的电视播放信号，然后通过欧洲卫星网络供应给电视传播商，再由后者配上评论在所属区域播出。FOM的制作部门位于肯特的比金山机场，此处很容易将直播设备运达比赛场地。财务方面，FOM会为新赛道和新车队提供部分投资，不仅能让新车队在这项运动中稳固下来，还能提升了F1在新市场中的存在。F1赛季的日历也是由FOM的制定的，世界汽车运动理事会则负责监督。按照协和协议，FOM根据车队在积分榜上顺序把50%的电视转播收入支付给它们，并根据车队成绩颁发奖金，这筆费用来自大奖赛筹办方对举办赛事的支付。FOM还处理每场比赛的设备物流和人员移动，它负责了欧洲以外比赛的部分运输。
2016年9月8日美國傳媒大亨约翰·马隆（John Malone）旗下自由媒体斥资44億美元(約343.2億港元)向CVC资本合伙公司收購一級方程式賽車(Formula One)主辦單位德尔塔托普科18.7%股權，其後再轉而持有整間公司。德尔塔托普科和自由媒体集团將合併成一级方程式集团，並由CVC资本合伙公司牽頭的財團擁有65%權益。